# Drang nach Osten
Drang nach Osten (Duits: [ˈdʁaŋ nax ˈʔɔstn̩], "de drang, het verlangen naar het oosten") was een motto dat gebruikt werd in de 19e-eeuwse Duitse nationalistische beweging. De precieze oorsprong ervan is onbekend. Als eerst bekend schriftelijk bewijs wordt vaak een open brief aangehaald van de Poolse journalist Julian Klaczko aan de Duitse politicus Georg Gervinus uit 1849. Klaczko gebruikte daar niet de uitdrukking ‘drang’, maar ‘naar het oosten trekken’. De term begon een rol te spelen in het intellectuele, en later ook politieke, debat over de richting van het Duitse buitenlandse beleid.
Het verwijst ernaar dat er Duitse territoriale expansie zou moeten plaatsvinden in de richting van Oost-Europa, naar de grondgebieden van Slavische volken, die toen onder het bewind van de Habsburgse monarchie c.q. het Keizerrijk Oostenrijk vielen, bijvoorbeeld het koninkrijk Hongarije en landen van de Boheemse kroon. In sommige historische verhandelingen omvat Drang nach Osten ook het vestigen van Duitse nederzettingen in Midden- en Oost-Europa vanaf de middeleeuwen, mede als gevolg van militaire expedities zoals die van de christelijke Duitse Orde (de Noordelijke kruistochten) in de 12e en 13e eeuw. Onder de regering van rijkskanselier en latere dictator Adolf Hitler en het Germaniseringsbeleid en de oorlogvoering van de moderne Duitse staat, waaronder het nazistische concept Lebensraum.
In de twintigste eeuw werd dit fenomeen in de Poolse, Sovjet- en Tsjechoslowaakse geschiedenis veelal omschreven als de ‘Duitse expansiedrift’ naar het oosten.

Bij de Duitse bevolking was de politieke slogan minder bekend. Daar werd meer gesproken over het ‘Aziatische’, en later het bolsjewistische, ‘gevaar uit het Oosten’.
1. ↑  Julian Klaczko, Die deutschen Hegemonen. Offenes Sendschreiben an Herrn Georg Gervinus, Berlin 1849, p. 7, geciteerd in (o.a.) Andreas Lawaty, Das Ende Preussens in polnischer Sicht: Zur Kontinuität negativer Wirkungen der preußischen Geschichte auf die deutsch-polnischen Beziehungen, Walter de Gruyter, Berlijn/New York 1986, p. 25